# قائمة دوال زيتا

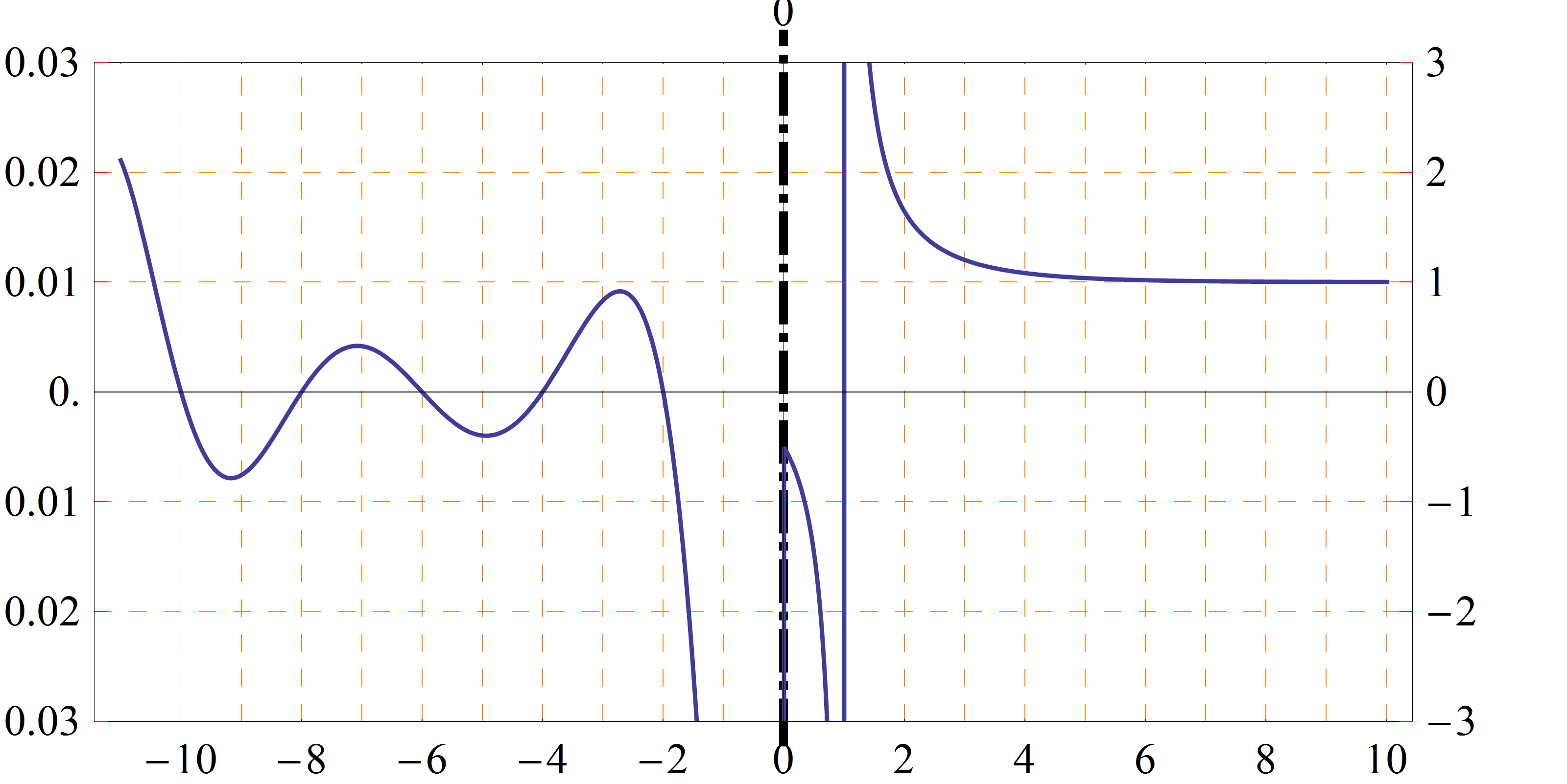

في الرياضيات، دالة زيتا هي دالة عادة ما تشبه المثال الأصلي : دالة زيتا لريمان {\displaystyle \zeta (s)=\sum _{n=1}^{\infty }{\frac {1}{n^{s}}}}.
لائحة الدوال زيتا تحتوي على:
- دالة زيتا لهورفيتز,
- دالة لامية,
- دالة زيتا لريمان,
- دالة زيتا لسيلبرغ لسطحٍ لريمان,